# 中国共产党闽浙赣省委员会
中国共产党闽浙赣省委员会，简称中共闽浙赣省委，历史上曾两次成立，分别存在于第一次国共内战和第二次国共内战时期，是中国共产党在江西、福建、浙江边境一带的地方机构。

## 第一次成立

### 成立背景

#### 中共赣东北特委
1926年至1927年间，在北伐战争及第一次国共合作的背景下，江西各县纷纷建立中共党支部。国共合作破裂后，中共发动南昌起义，江西各地中共组织纷纷效法。1927年11月，为领导弋横起义，中共弋阳、横峰、贵溪、上饶、铅山五县县委在弋阳窖头村（今属漆工镇）召开窖头会议，成立五县党委会，由方志敏担任书记。弋横起义失败后，方志敏等人组建了江西红军第五团（后改为独立第一团）。1929年2月，各县委在此基础上建立中共信江特委，任命唐在刚为特委书记。中原大战爆发后，方志敏趁国民政府后方空虚，率军占领景德镇，1929年10月建立信江苏维埃政府，方志敏任主席，并在中共中央指示下于1930年7月将信江特委改组为赣东北特委。1930年8月，信江苏区改称赣东北革命委员会，方志敏继续担任主席，9月，赣东北特委将党、团、工组织合并为赣东北行动委员会，不久取消行委建制。

#### 闽北革命根据地
1927年7月底，在中共中央秘书陈昭礼等人的指导下，徐履峻等人在福建省北部的崇安縣大布村（今属武夷山市武夷街道）召开会议，建立中共崇安特别支部，徐任特支书记。12月，中共福建临时省委将特支改组为崇安县委。
1928年底至1929年初，中共崇安县委发动两次上梅暴动，并建立闽北红军独立团。1929年7月，闽北独立团归赣东北特委领导。1930年5月，崇安县革命委员会成立，管辖包括江西上饶、铅山边区在内的部分闽北地区。

### 沿革
1931年1月，中共赣东北省委成立。11月，赣东北革命委员会改为赣东北苏维埃政府，方志敏继续担任主席。1932年，赣东北地区历经四次反围剿战争，期间有两次进入闽北作战，战后，安徽、浙江边区亦相继建立乡村苏维埃政府。1932年12月，赣东北省委改组为中共闽浙赣省委，赣东北苏区亦改称闽浙赣苏维埃政府，书记由原赣东北省委书记万永诚担任，方志敏则继续当选为苏维埃政府主席。1933年春，建宁、黎川、泰宁、金溪、资溪、光泽、邵武和闽北苏区全部单独划出建立闽赣省革命委员会，同时自闽浙赣省委内析出人员组建中共闽赣省委，省委书记由顾作霖担任。
其时，闽浙赣省委由中共中央总书记王明委任的中央特派员曾洪易话事，由于他积极执行王明的指令（中共称为“左倾”机会主义），赣东北苏区及后来的闽浙赣苏区被国军严重破坏。1934年1月，曾洪易调任中共福建省委书记，闽浙赣省委改组，由方志敏担任省委书记。第五次反围剿战争时，曾洪易和红军第七军团（北上抗日先遣队）北上闽浙赣苏区，与在闽浙赣苏区的军队合并为红十军团，由方志敏率领北上皖南。方志敏离开后，曾洪易留在闽浙赣省委担任省委书记和军区政委。随后，曾洪易主张放弃闽浙赣革命根据地撤往闽北，引起省委其他干部的不满，省委遂召开会议将曾洪易解除职务。

### 改组与解散
1935年2月，红十军团在懷玉山之戰中大败，方志敏被俘，闽浙赣苏区实际上消亡。国民政府下令加紧清剿南方的共产党游击队，由关英主持工作的闽浙赣省委北上到浙江边境及皖南地区，省委机关驻开化县。1936年4月，闽浙赣省委召开会议，决议改组为皖浙赣省委员会，关英续任书记。1937年2月，皖浙赣省委已经实际上解散。

## 第二次成立

### 闽浙赣特别委员会
1935年1月，划归闽赣省委的闽北苏区与省委失去联系，闽北游击区领导人黄道和闽东游击区领导人叶飞等人决定重组闽赣省委。1938年1月，南方国共合作局面全面形成，闽赣省委改组为闽浙赣特委，下辖的红军游击队改编为新四军北上参加抗日战争。5月，中共中央长江局决定将闽浙赣特委与闽东特委合并，8月两机构在崇安县正式联合组建中共福建省委。:16

### 中共闽浙赣区委
1946年11月至1947年1月，中共福建省委党员代表大会在南平縣召开，根据刘少奇“向闽浙赣各省、向皖南发展”的指示，中共福建省委改称中共闽浙赣区委，原福建省委书记曾镜冰继续担任闽浙赣区委书记，区委根据中共七大通过的党章将下属的各地特别委员会改组为地方委员会。会后，闽浙赣省委书记曾镜冰赴上海向中共中央华东局汇报工作。
1947年3月，中共中央和华中局分别致电区委，要求闽浙赣边区开展游击战争。曾镜冰返回福建后，向下辖的各地地委发起动员，4月即赴古田发动“澄洋暴动”，建立了闽浙赣边区的第一支成建制的游击队武装“闽浙赣游击纵队”。同时，黄国璋、罗迎祥等闽中地委领导人将手上的武装整编为闽中游击纵队，闽浙边区的松溪、周宁县以及闽东地区的闽东地委也相继组建了各自的游击队武装。:147
1947年5月，浙南特委和在浙西南的处属特委归闽浙赣区党委领导。:351

### 中共闽浙赣省委
1947年9月，中共闽浙赣区委改称闽浙赣省委，下辖闽北、闽东、闽南、闽西北及浙南等地的地委。闽浙赣省委亦有向湘中、皖南、香港、台湾等地发展党员:378, 392。同时，闽浙赣省委发展了城市工作部组织:612，由省委城工部（源自中共闽江工委）统一领导。1948年春，城工部事件发生，导致大量地下党员被秘密处死，省委亦切断了与城工部党员的联系（直到1956年，中共才宣布为城工部事件平反，承认城工部是“党的组织”）。:439-443
1948年12月，中共中央指示闽浙赣游击纵队改编入中国人民解放军序列，以配合解放军南下福建。接到指示后，游击纵队主力700多人在南平后溪整编为中国人民解放军闽浙赣人民游击纵队，曾镜冰担任司令兼政委。1949年1月31日，闽浙赣游击纵队和闽浙赣省委机关开始“挺进赣东北”，3月，闽浙赣省委机关及军队主力成功迁到资溪县。
1949年5月，闽浙赣游击纵队和中国人民解放军第二野战军在貴溪縣会师，8月，在苏州成立的中共福建省委、在山西成立的负责接管福建工作的中国人民解放军长江支队和闽浙赣省委在建瓯县会师，后二者并入中共福建省委，并于24日在福州建立福建省人民政府，闽浙赣省委历史结束。